# 이사형
이사형(1919년 5월 10일~1989년 7월 7일)은 대한민국의 정치인이다. 제4대 국회의원을 지냈다.

## 역대 선거 결과
|  | 30.62% |

|  | 23.57% |